# Аршуки (Черниговская область)
Аршуки (укр. Аршуки) — село в Новгород-Северском районе Черниговской области Украины. Население — 22 человека. Занимает площадь 0,24 км².
Почтовый индекс: 16014. Телефонный код: +380 4658.

## Власть
Орган местного самоуправления — Чайкинский сельский совет. Почтовый адрес: 16014, Черниговская обл., Новгород-Северский р-н, с. Чайкино, ул. Леонида Кучмы, 22.